# Lijst van afleveringen van Charmed (seizoen 6)
Hieronder staat een overzicht en een korte beschrijving van de afleveringen van seizoen 6 van Charmed.
| Valhalley of the Dolls (Part 1) | 28 september 2003 | 6.01 |
| Piper lijkt het feit dat Leo weg is nogal goed op te vatten, waardoor Paige begint te vermoeden dat Leo haar geheugen heeft aangepast. Ze probeert Pipers geheugen te herstellen met een spreuk, maar dit resulteert in volledig geheugenverlies. Wanneer de zussen Leo om hulp willen vragen, blijkt hij te worden vastgehouden op het eiland Valhalla, dat bewoond wordt door krijgervrouwen die de geesten van overleden strijders daar trainen voor een grote oorlog. Phoebe ontdekt een nieuwe kracht: empathie. |                   |      |
| Valhalley of the Dolls (Part 2) | 28 september 2003 | 6.02 |
| Het weerzien met Leo zorgt ervoor dat Piper al haar frustraties over zijn vertrek loslaat via Phoebe. Ze besluit op het eiland te blijven. Wanneer Paige en Phoebe terugkeren naar San Francisco, reizen per ongeluk drie van de krijgers mee. Deze veroorzaken overal in San Francisco chaos. Ondertussen neemt Paige een nieuwe baan als hondenuitlater. Een van de honden verandert voor haar ogen in een man. |                   |      |
| Forget Me...Not | 5 oktober 2003    | 6.03 |
| Wanneer Wyatt met zijn krachten een draak tot leven brengt, trekt dit de aandacht van de Cleaners: supersterke magische wezens wier taak het is het bestaan van magie verborgen te houden. Ze nemen Wyatt mee en wissen alle sporen van zijn bestaan uit. Wanneer de zussen middels een spreuk proberen hun geheugen terug te krijgen, beleven ze de betreffende dag opnieuw. |                   |      |
| The Power of Three Blondes | 12 oktober 2003   | 6.04 |
| Drie heksen stelen via een spreuk de identiteiten en de krachten van de Charmed Ones. Deze moeten nu Chris ervan zien te overtuigen wie ze werkelijk zijn. |                   |      |
| Love's a Witch | 19 oktober 2003   | 6.05 |
| Paige belandt midden in een vete tussen twee magische families. Ze wordt verliefd op Richard, de zoon van een van de families. Paige ontdekt dat de geest van Richards overleden verloofde achter de vete zit. |                   |      |
| My Three Witches | 26 oktober 2003   | 6.06 |
| Chris is bang dat de Charmed Ones uit elkaar groeien daar ze hun persoonlijke wensen boven hun taak als Charmed Ones stellen. Hij vraagt de demon Gith om hulp om de drie een lesje te leren. Gith plaatst elk van de Charmed Ones in een alternatieve realiteit waarin hun diepste verlangens uitkomen. Pipers wens is een normaal leven te leiden, Phoebes wens is om spontaner te kunnen leven zonder rekening te hoeven houden met de toekomst, en Paige' wens is dat ze haar magie niet hoeft te verbergen.      |                   |      |
| Soul Survivor | 2 november 2003   | 6.07 |
| Paige ontdekt dat haar baas, Larry, zijn ziel heeft verkocht aan de demon Zahn in ruil voor een succesvolle carrière. Tegen het advies van Piper en Phoebe in maakt ze ook een deal met Zahn om Larry’s ziel vrij te krijgen. |                   |      |
| Sword and the City | 9 november 2003   | 6.08 |
| De Charmed Ones worden de nieuwe bewakers van het legendarische zwaard Excalibur. Uiteindelijk is het Piper die het zwaard uit de steen trekt. Ze weet echter niet dat Wyatt voorbestemd is om het zwaard te krijgen, en zij het aan hem door moet geven. Een mysterieuze man genaamd Mordaunt zorgt ervoor dat Piper het zwaard houdt, zodat de grote macht haar in zijn greep krijgt, en hij het zwaard kan stelen.                                                                                                 |                   |      |
| Little Monsters | 26 november 2003  | 6.09 |
| De Charmed Ones vernietigen een Manticoredemon, en ontdekken dan dat hij een baby heeft. Deze baby is half mens, half manticore. Ze nemen de baby in huis, tegen advies van Chris die bang is dat de baby een slechte invloed heeft op Wyatt. Ondertussen moet Paige Darryl helpen bij een bankoverval. |                   |      |
| Chris-Crossed | 23 november 2003  | 6.10 |
| Een mysterieuze vrouw arriveert uit de toekomst om Chris zijn krachten te ontnemen en hem te dwingen mee terug te keren naar de toekomst. Piper adviseert haar zussen om hun hart te volgen, daar ze weet dat hun leven als heksen hen ervan weerhoudt het leven te leiden dat ze eigenlijk willen. |                   |      |
| Witchstock | 11 januari 2004   | 6.11 |
| Paige reist terug in de tijd en ontdekt dat de oma van haar en haar zussen ooit een hippie was, die door de dood van haar man veranderde in de gevreesde demonenjager zoals de zussen haar kennen. Ondertussen valt in het heden een magieabsorberend slijm het huis van de Charmed Ones aan. |                   |      |
| Prince Charmed | 18 januari 2004   | 6.12 |
| Nadat ze weer een demon heeft verjaagd uit Wyatts kamer, besluit Piper mannen af te zweren zodat ze al haar tijd aan Wyatt kan schenken. Paige en Phoebe proberen haar op andere gedachten te brengen door "Mr. Right" op te roepen als verjaardagsgeschenk voor Piper. |                   |      |
| Used Karma | 25 januari 2004   | 6.13 |
| Phoebe, Paige en Piper onthullen per ongeluk hun geheim dat ze heksen zijn aan Jason, Phoebes vriend. Ondertussen probeert Richard het slechte karma van zijn familie te zuiveren met magie, maar trekt zo per ongeluk de geest aan van Mata Hari. Deze neemt bezit van Phoebe. Piper en Paige moeten een groep swarmdemonen vernietigen, die volgens Chris de laatste bedreiging vormen voor Wyatt. |                   |      |
| The Legend of Sleepy Halliwell | 8 februari 2004   | 6.14 |
| Leo’s oude mentor, Gideon, roept Piper, Phoebe en Paige op om uit te zoeken wie de spreuk der duisternis heeft uitgesproken over zijn magieschool. Deze spreuk heeft namelijk de beruchte ruiter zonder hoofd op de school losgelaten. Ondertussen ontdekt Phoebe Chris’ ware identiteit. |                   |      |
| I Dream of Phoebe | 15 februari 2004  | 6.15 |
| Phoebe bevrijdt een flessengeest genaamd Jinny uit haar fles, maar verandert nu zelf in een geest. Jinny blijkt een demon te zijn die ooit ook in de fles werd opgesloten. Chris gebruikt Phoebe om via een wens Piper en Leo weer bij elkaar te brengen zodat hij kan worden verwekt. |                   |      |
| The Courtship of Wyatt's Father | 22 februari 2004  | 6.16 |
| Een Darklighter genaamd Damien stuurt per ongeluk zowel Leo als Piper naar de geestwereld, waardoor Paige en Phoebe denken dat ze dood zijn. Chris moet ondertussen zien te zorgen dat hij verwekt wordt, anders zal hij nooit worden geboren en in het niets verdwijnen. |                   |      |
| Hyde School Reunion | 14 maart 2004     | 6.17 |
| Phoebe gaat naar een reünie van haar oude middelbare school. Door een mislukte spreuk veranderd ze weer terug in een tiener. Op de reünie ontmoet ze de groep waar ze vroeger lid van was. Hun leider, Rick, ontdekt Phoebes krachten en gebruikt haar om een pantserwagen te beroven. |                   |      |
| Spin City | 18 april 2004     | 6.18 |
| Piper wordt ontvoerd door een spindemon. Chris wordt geïnfecteerd door het gif van de demon. Ondertussen moet Paige een slechte heks stoppen. |                   |      |
| Crimes and Witch Demeanors | 25 april 2004     | 6.19 |
| Paige en Phoebe worden per ongeluk vastgelegd op video terwijl ze hun krachten gebruiken. De cleaners verhullen dit door een misdaad in scène te zetten waarbij Darryl hoofdverdachte is. De zussen roepen een magische raad van Ouderlingen en Demonen bijeen om Darryl vrij te krijgen. Alles dreigt uit de hand te lopen wanneer Barbas de zussen aanklaagt voor misbruik van hun magie. |                   |      |
| A Wrong Day's Journey into Right | 2 mei 2004        | 6.20 |
| Nu Piper op de magieschool zit en Phoebe haar actieve krachten kwijt is, raakt Paige overwerkt. Ze roept opnieuw Mr. Right op voor raad, maar laat per ongeluk zijn kwaadaardige tweelingbroer vrij; Mr. Wrong. Hij zet Paige ertoe aan haar magie openlijk te gebruiken tegen haar zussen. Phoebe gaat undercover als een van Mr. Wrongs demonische assistenten. |                   |      |
| Witch Wars | 9 mei 2004        | 6.21 |
| Bang dat de Charmed Ones ontdekken dat hij achter Wyatt aan zit, roept Gideon de hulp in van de presentator van een demonische realiteitserie waarin heksen worden opgejaagd. Hij laat de Charmed Ones deelnemen aan het programma. |                   |      |
| It's a Bad, Bad, Bad, Bad World (Part 1) | 16 mei 2004       | 6.22 |
| Gideon roept via een spiegel zijn tegenhanger uit een alternatief universum op om zijn plan Wyatt te doden uit te voeren. Hij laat Leo en Chris opsluiten in deze andere wereld, waarin juist het kwade overheerst. De Charmed Ones proberen hen te redden, maar raken in gevecht verwikkeld met hun eigen slechte versies uit deze wereld. |                   |      |
| It's a Bad, Bad, Bad, Bad World (Part 2) | 16 mei 2004       | 6.23 |
| Door Gideons toedoen verandert de wereld in een te goede wereld waarin het kleinste misdrijf al een zware straf oplevert. Gideon doodt Chris en ontvoert Wyatt. Het komt tot een confrontatie tussen Leo en Gideon. Ondertussen bevalt Piper in het ziekenhuis van baby Chris. |                   |      |